# Комплекс сооружений завода «Арсенал»

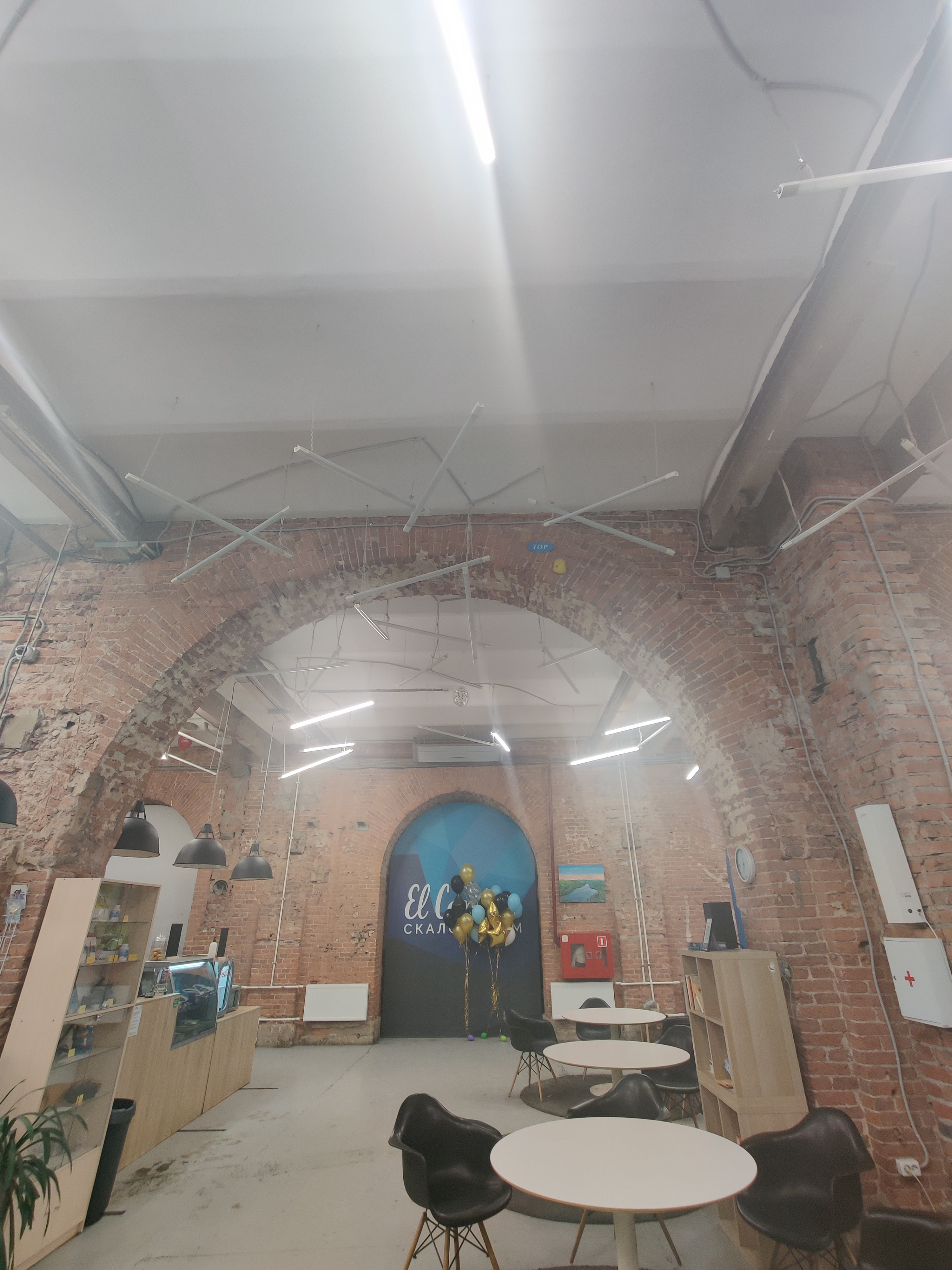
Современное использование здания складов, интерьеры

Комплекс сооружений завода «Арсенал» — памятник архитектуры. Расположен в Санкт-Петербурге, современный адрес — улица Комсомола, 1-3, 2, Арсенальная набережная, 1, улица Михайлова.
Комплекс был возведён при переносе с другого берега Невы ранее существовавшего промышленного комплекса. В отличие от многих других петербургских промышленных предприятий своего времени, он строился по единому замыслу.
Здания расположены на месте, которое раньше занимала Партикулярная градская верфь, почти напротив старого Арсенала (для того, чтобы оборудование было легче перевезти по воде на новое место). Строительство шло в 1844—1849 годах по проекту А. П. Гемилиана и под руководством А. А. Тона.
Территория производства была разделена на функциональные зоны. Между Невой и современной улицей Комсомола находилось основное производство — слесарная, лафетная, паяльная, кузнечная мастерские, стоявшие четырёхугольником со двором в центре, торцом к набережной здесь же стояли два склада. Выходящие на Неву здания рассчитаны на восприятие с другого берега; красно-коричневые фасады ритмично расчленены арочными полуциркульными окнами с архивольтами. Перед зданиями устроен спуск к воде, украшенный пушками. Внутренняя планировка анфиладная, в большинстве случаев видно сводчатые потолки, лестницы на косоурах, как металлических, так и литых. В аттике центральной части ранее располагался двуглавый орёл.
Вдоль улицы Комсомола было построено два трёхэтажных корпуса, деревообделочная мастерская и офицерский корпус. На воротах между ними ранее стояла статуя Петра I, теперь в сквере перед воротами стоит памятник-бюст М. В. Фрунзе. Ограда и ворота сделаны из орудийных стволов. В глубине квартала были жилые дома мастеровых. В конце XIX века квартал застроили дальше, до железнодорожных путей, в кирпичном стиле в связи с расширением предприятия.
В 2021 году в одном из зданий на набережной открылось культурное пространство «Храм Оленя», в дальнейшем планируется это пространство расширить. В процессе приспособления помещений обнаружился подземный ход, ведущий к причалу.

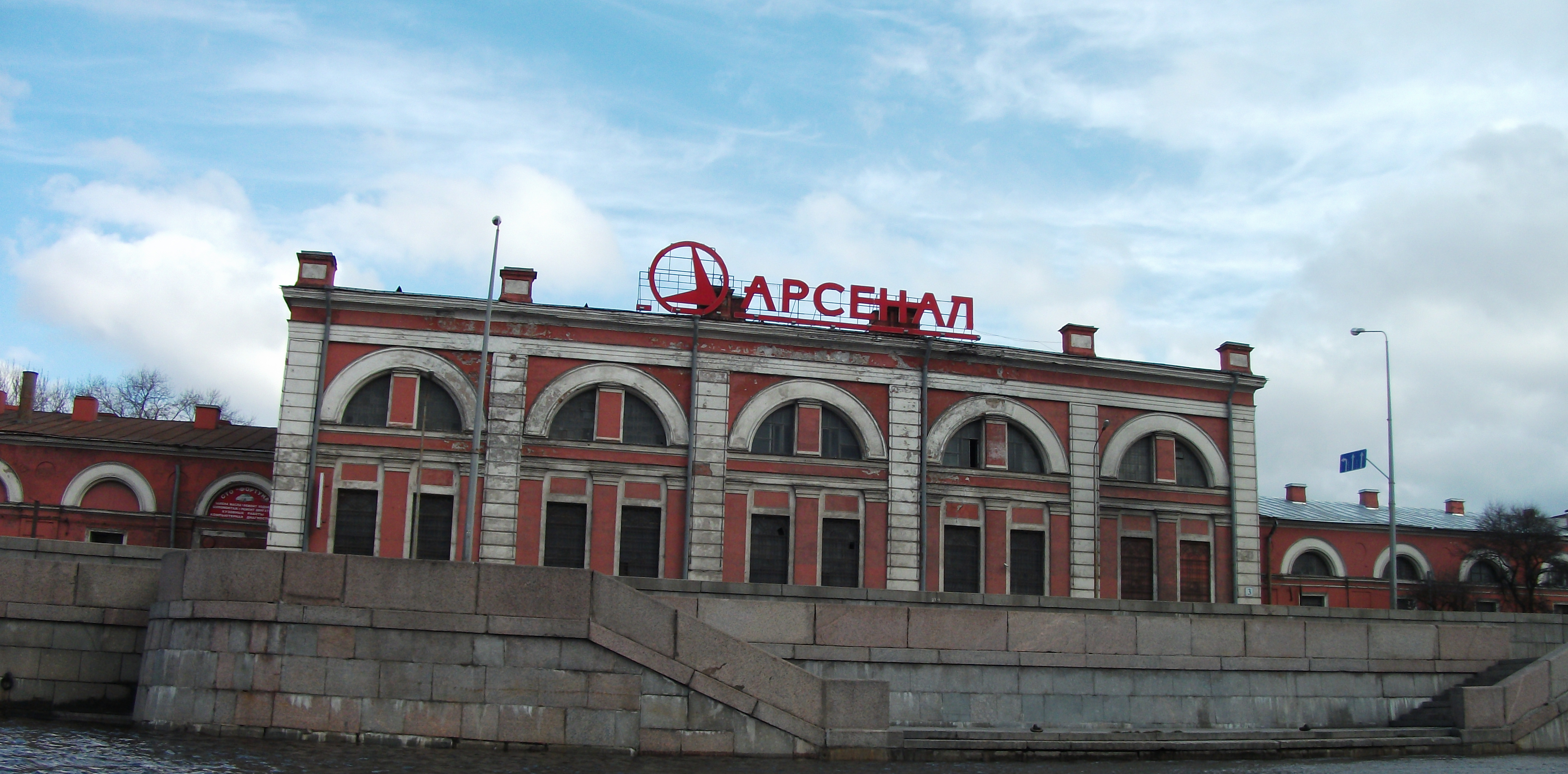
Вид на лафетную мастерскую с Невы
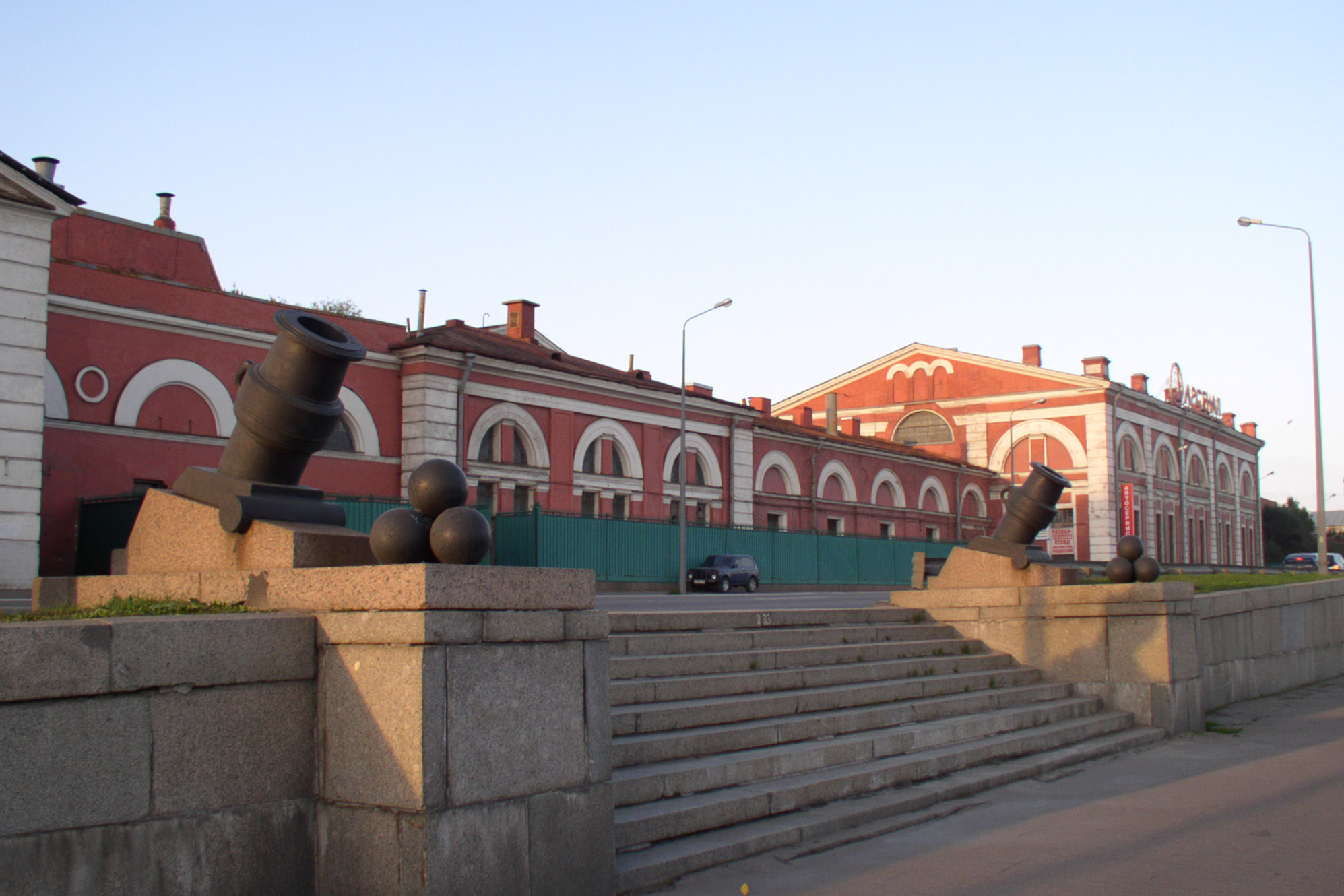
Мастерские и спуск к Неве с пушками
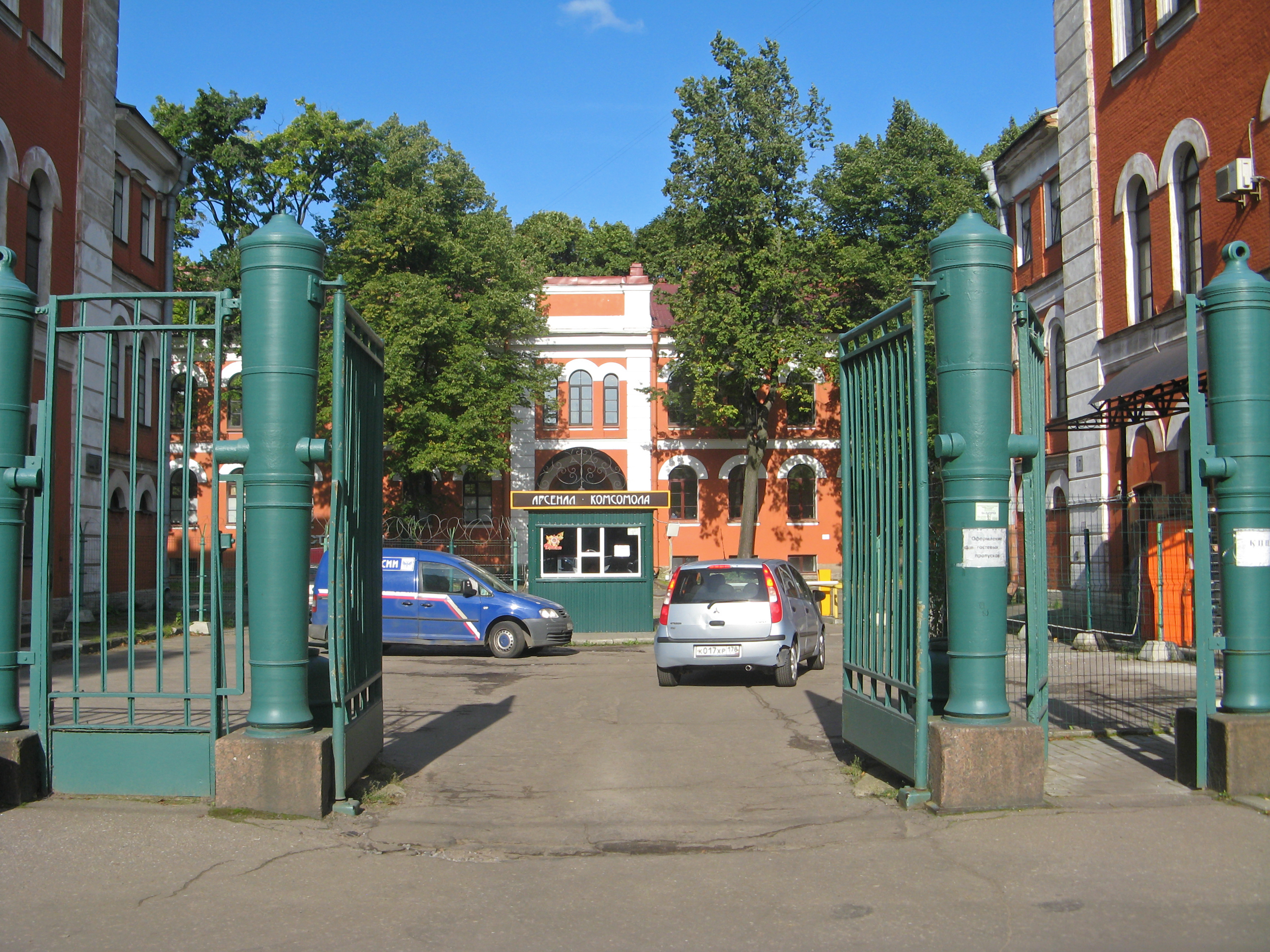
Ограда дальнего от Невы квартала и проходная за ней
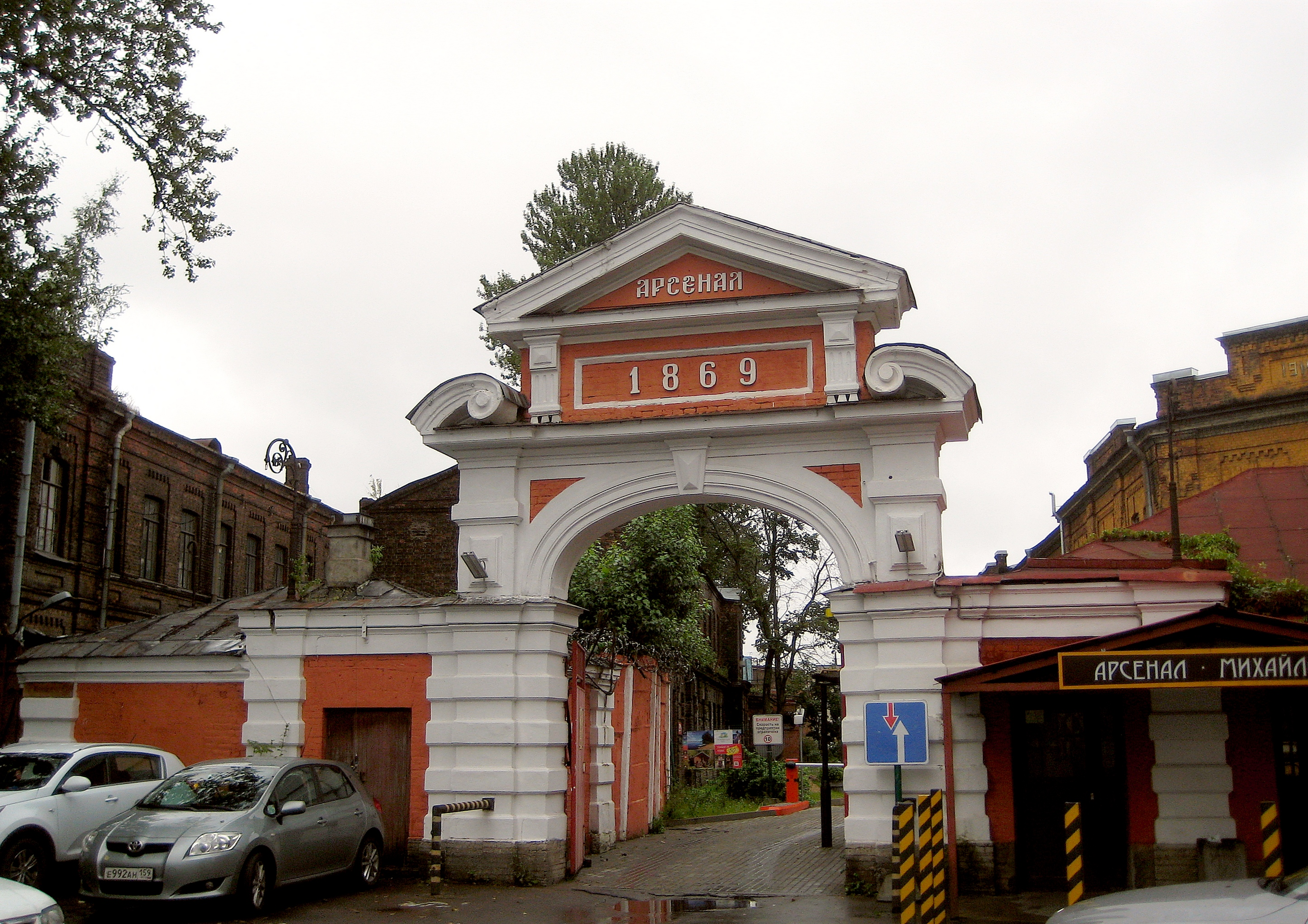
Проход со стороны улицы Михайлова
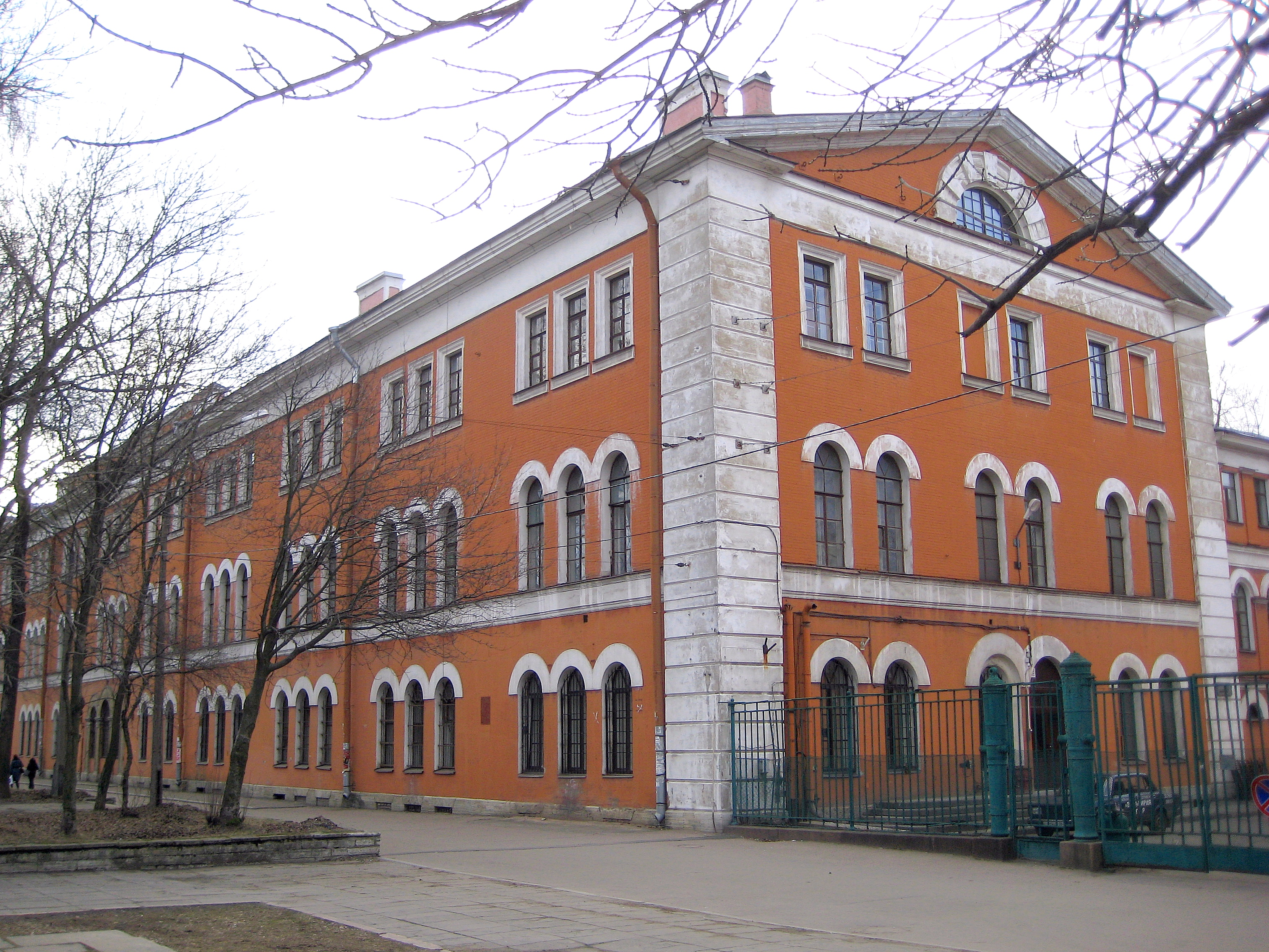
Офицерский корпус
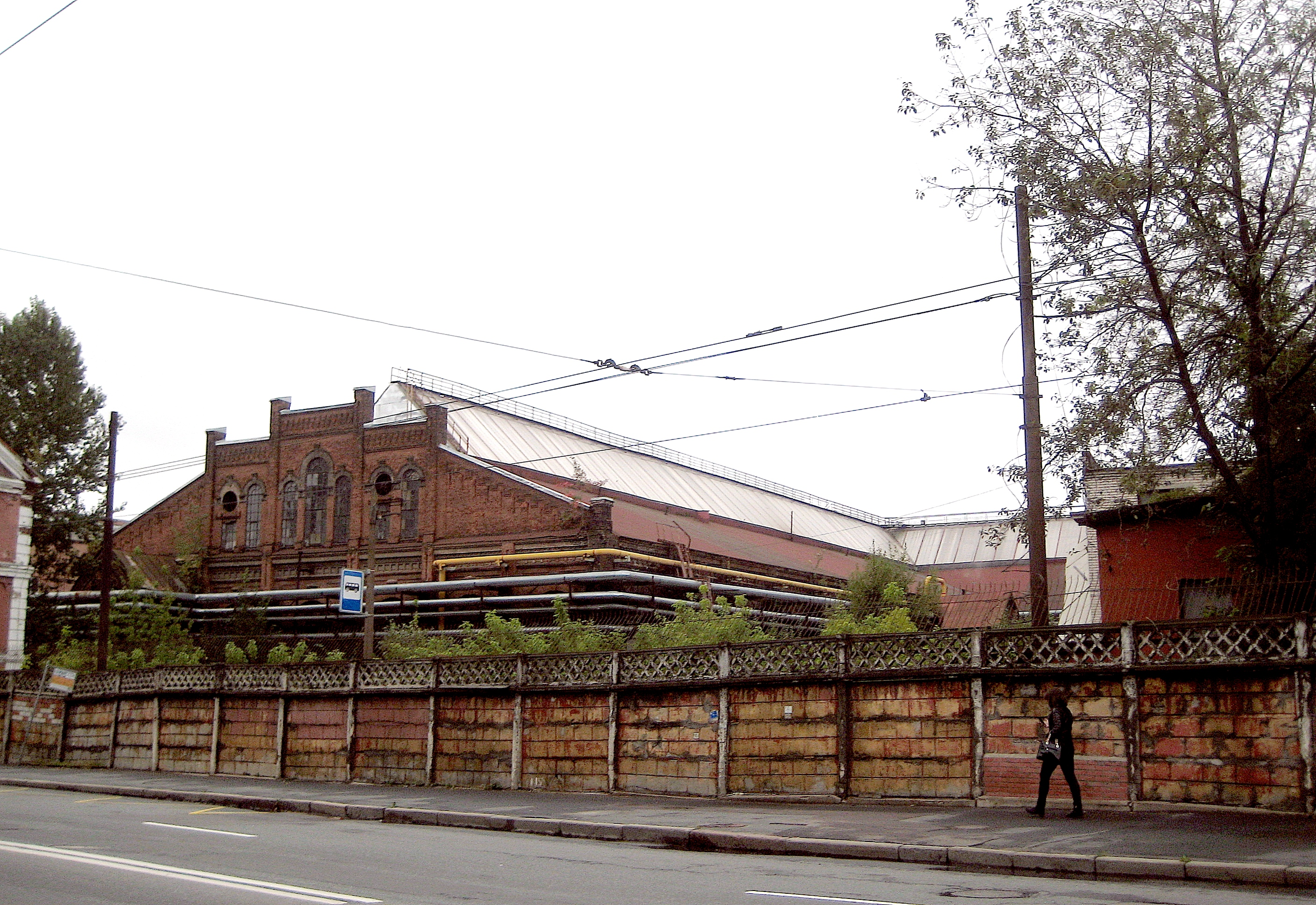
Здание кузницы в кирпичном стиле